# آنجلیکا کاستلو
آنجلیکا کاستلو (انگلیسی: Angelica Costello؛ زاده ۵ ژوئن ۱۹۷۸) بازیگر پورنوگرافی اهل ایالات متحده آمریکا است. او در حداقل 250 فیلم برای بزرگسالان ظاهر شد. وی اصالتاً ایتالیایی و سرخ پوست است.